# قسم كوهستان الريفي (مقاطعة داراب)
قسم كوهستان الريفي (بالفارسية: دهستان کوهستان) هي منطقة سكنية تقع في إيران في ناحية رستاق. يقدر عدد سكانها بـ 5,070 نسمة .